# Пассо (Визеу)
Пассо (порт. Passô) — район (фрегезия) в Португалии, входит в округ Визеу. Является составной частью муниципалитета Моимента-да-Бейра. Находится в составе крупной городской агломерации Большое Визеу. По старому административному делению входил в провинцию Бейра-Алта. Входит в экономико-статистический субрегион Доуру, который входит в Северный регион. Население составляет 443 человека на 2001 год. Занимает площадь 3,17 км².
Покровителем района считается Иаков Зеведеев (порт. São Tiago Maior).